# Muitos-para-muitos

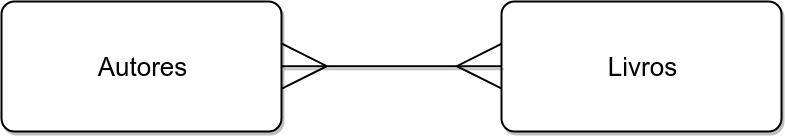
Um Autor pode escrever vários Livros e um Livro pode ser escrito por vários Autores

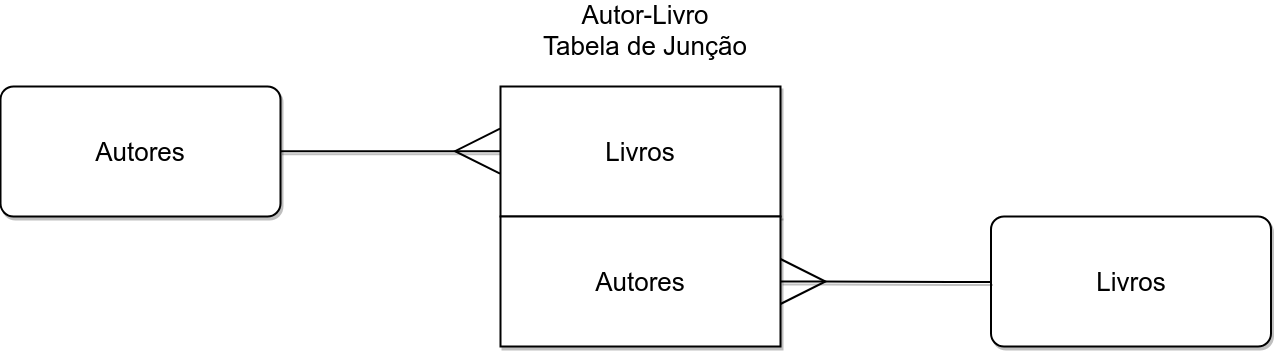
O relacionamento muitos-para-muitos Autor-Livro como um par de relacionamentos um-para-muitos com uma tabela de junção

Em análise de sistemas, um relacionamento muitos-para-muitos (também abreviado como N para N ou N:N) é um tipo de cardinalidade que refere-se ao relacionamento entre duas entidades A e L, no qual A pode conter uma instância pai para a qual existem muitas instâncias filhas em L e vice versa.
Por exemplo, pensando-se em A como Autores e L como Livros, um Autor pode escrever vários Livros e um Livro pode ser escrito por vários Autores.
Em um sistema de gerenciamento de banco de dados relacional, tais relacionamentos são normalmente implementados por meio de uma tabela associativa (também conhecida como tabela de junção ou tabela de referência cruzada). Por exemplo, uma tabela AL possuindo dois relacionamentos um-para-muitos A → AL e L → AL. Neste caso, a chave primária lógica para AL é formada de duas chaves estrangeiras (isto é, cópias das chaves primárias de A e L).
Em frameworks de aplicações web, como CakePHP e Ruby on Rails, um relacionamento muitos-para-muitos entre tipos de entidades representadas por tabelas de banco de dados do modelo lógico é, algumas vezes, denominado como um relacionamento HasAndBelongsToMany (HABTM), que em português significa Possui E Pertence A Muitos.